# Анамнеза
Анамнеза, история на случая или медицинска история (от гръцки: αναμνησις – „спомняне“, „припомняне“) е медицински термин, с който се означава подробното и последователно получаване на сведения от пациента или негови близки, за характера на възникналото заболяване. Всеки медицински преглед трябва да започне със снемане на анамнеза. Особено важно е да не се прекъсва пациента, докато той се оплаква и да му се задават само въпросите, на които той не е отговорил.
Среща се също и терминът история на пациента.

## Видове
Има два вида анамнеза, в зависимост от характера на получаваните данни:

### Жизнена анамнеза (Anamnesis vitae)
Чрез нея се получават данни за жизнената среда и наследствената обремененост на пациента. Включва четири основни въпроса:
1. Какво е здравословното състояние на родителите на пациента и от какво са боледували те?
2. С какво се е хранил пациентът през последните дни и какъв е неговият обичаен хранителен режим?
3. Каква е битовата среда на пациента и какви са неговите навици (тютюнопушене, алкохол, наркотици и др.)?
4. Къде работи пациентът и какви са особеностите на обичайната му работна среда (прах, шум, вибрации, изправен стоеж и т.н.)?

### Анамнеза на болестта (Anamnesis morbi)
Чрез нея се получават данни за възникването и развитието на болестта. Включва шест основни въпроса:
1. Кога е започнало заболяването?
2. Какви признаци са се проявили до момента?
3. Има ли други болни в дома или на работното място на пациента?
4. Боледувал ли е друг път пациентът и от какво?
5. Каква е причината за възникване на заболяването, според пациента?
6. Правени ли са вече опити за лечение, с какво и от кого?

При необходимост се задават допълнителни въпроси и се изискват резултати от проведени по-рано изследвания.
Основната цел на анамнезата е възможно най-бързото, пълно и точно поставяне на диагноза.